# Jamie Roche
Jamie John Roche (5 aprile 2001) è un calciatore svedese, difensore o centrocampista del Losanna.

## Caratteristiche tecniche
È un centrocampista difensivo che può giocare anche in difesa.

## Carriera
Cresciuto nei settore giovanili di Bälinge IF e Sirius, debutta in prima squadra con il Sirius il 29 febbraio 2020 in occasione dell'incontro di Svenska Cupen perso 3-0 contro il Västerås SK. In quell'anno ha collezionato le sue prime 18 presenze in Allsvenskan, conquistandosi un posto da titolare soprattutto a partire dal girone di ritorno.
Dopo le tre stagioni e mezzo trascorse nella prima squadra del Sirius, gli svizzeri del Losanna lo acquistano nel luglio 2023 in cambio di una cifra quantificata dai giornali in 12 milioni di corone, circa un milione di euro.

## Statistiche
Statistiche aggiornate al 17 maggio 2021.

### Presenze e reti nei club
| Stagione        | Squadra         | Campionato      | Campionato | Campionato | Coppe nazionali | Coppe nazionali | Coppe nazionali | Coppe continentali | Coppe continentali | Coppe continentali | Altre coppe | Altre coppe | Altre coppe | Totale | Totale | Totale |
| Stagione        | Squadra         | Comp            | Pres       | Reti       | Comp            | Pres            | Reti            | Comp               | Pres               | Reti               | Comp        | Pres        | Reti        | Pres   | Reti   |        |
| --------------- | --------------- | --------------- | ---------- | ---------- | --------------- | --------------- | --------------- | ------------------ | ------------------ | ------------------ | ----------- | ----------- | ----------- | ------ | ------ | ------ |
| 2020            | Sirius          | A               | 18         | 0          | CS+CS           | 1+2             | 0               |                    | -                  | -                  |             | -           | -           | 21     | 0      |        |
| 2021            | Sirius          | A               | 7          | 0          | CS              | 0               | 0               |                    | -                  | -                  |             | -           | -           | 7      | 0      |        |
| Totale carriera | Totale carriera | Totale carriera | 25         | 0          |                 | 3               | 0               |                    | -                  | -                  |             | -           | -           | 28     | 0      |        |